# چارلز نیکس
چارلز نیکس (انگلیسی: Charles Nix; ۲۵ اوت ۱۸۷۳ – ۳ مارس ۱۹۵۶) ورزشکار اهل بریتانیا بود.
وی در مسابقات کشوری و بین‌المللی در مجموع برندهٔ ۱ مدال نقره شده‌است.